# Hiper (cartão)

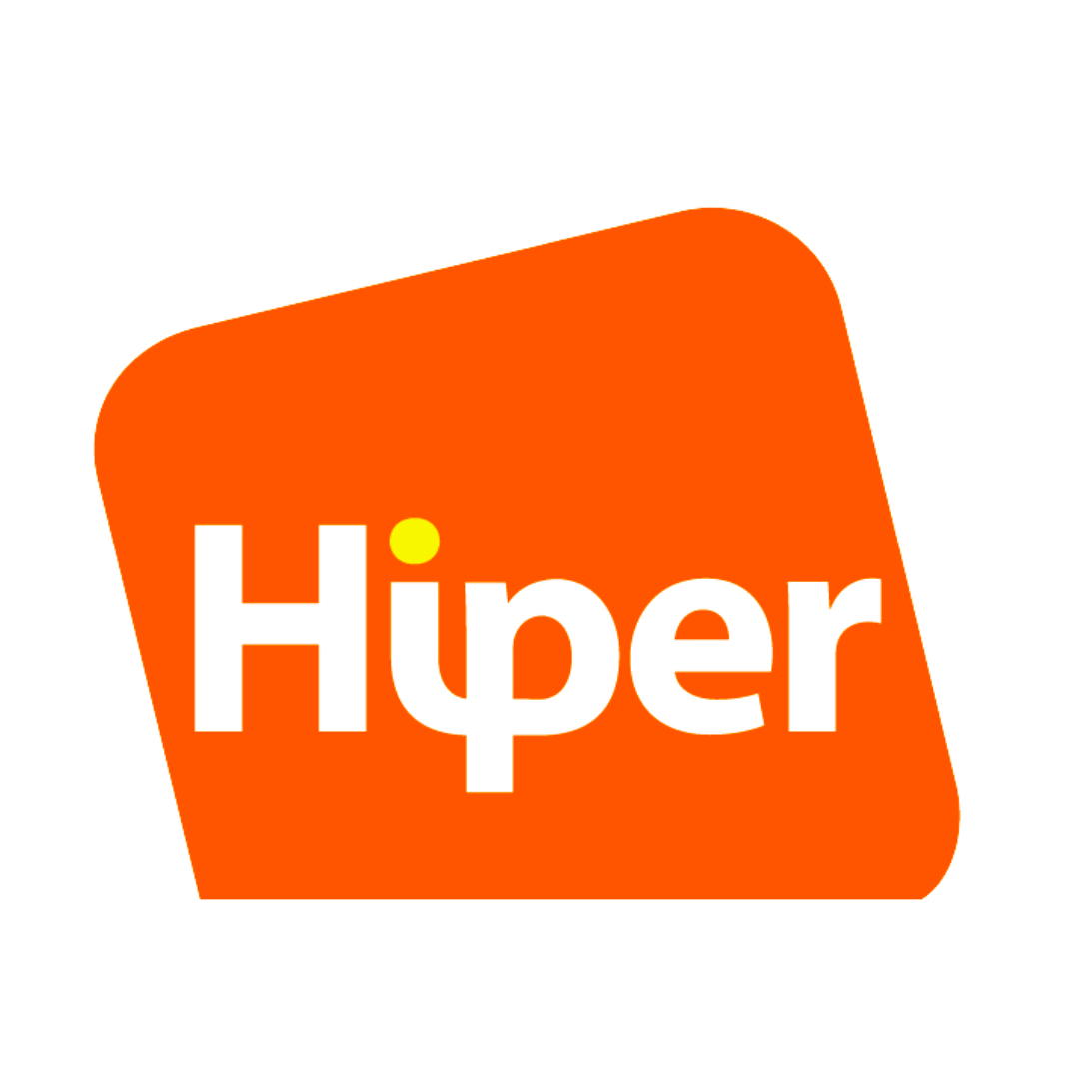
Logotipo da bandeira Hiper.

Hiper foi uma bandeira de cartão de crédito, criada pelo Itaú Unibanco, voltada ao público das classes C e D, com aceitação apenas nacional. Foi anunciado em 2 de outubro de 2013. Atualmente não são mais emitidos cartões com a bandeira Hiper.